# Vasszécseny
Vasszécseny é um município da Hungria, situado no condado de Vas. Tem 17,95 km² de área e sua população em 2015 foi estimada em 1.348 habitantes.